# Morten Lund (Unternehmer)

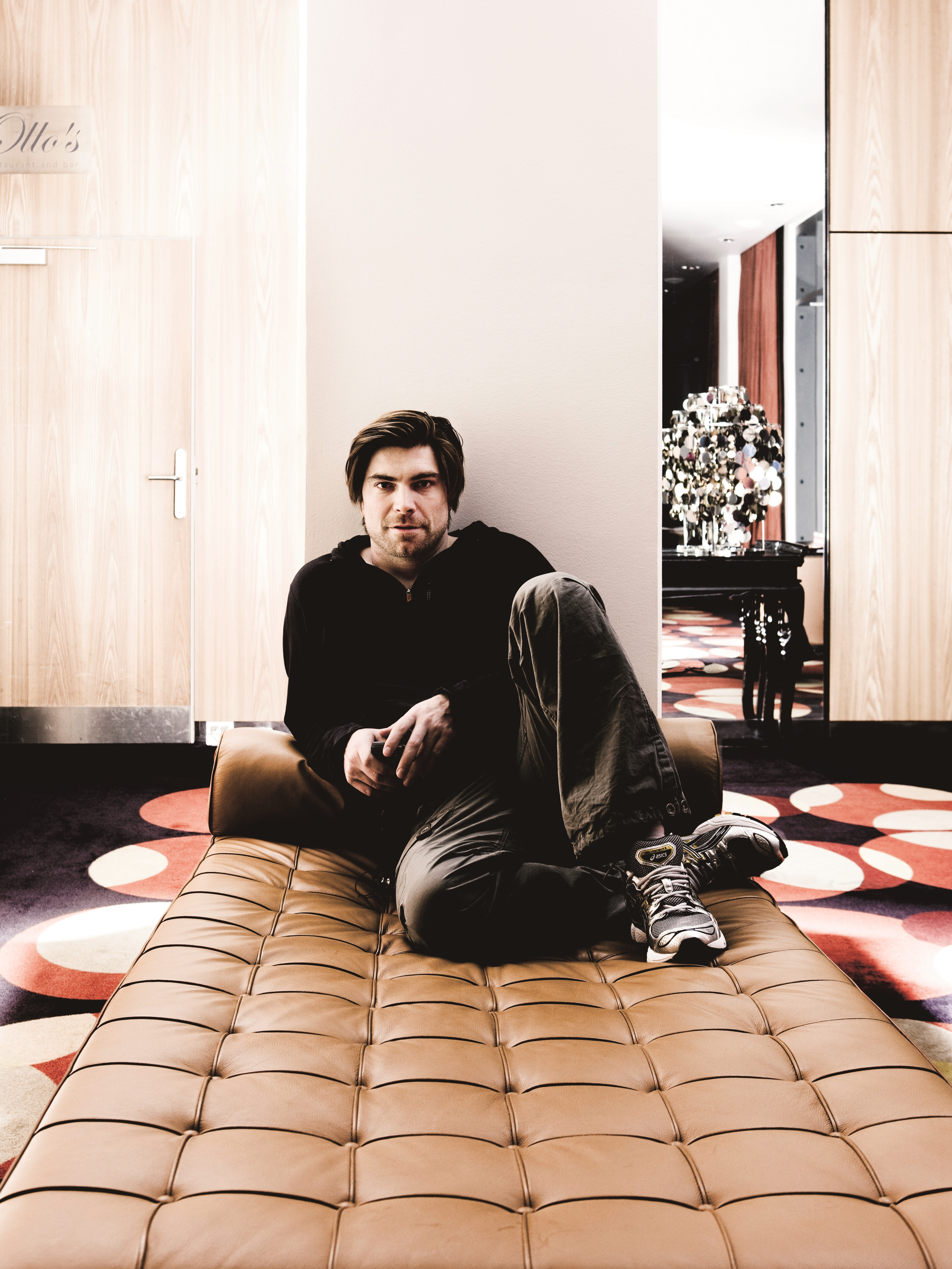
Morten Lund

Morten Lund (* 3. April 1972 in Kopenhagen) ist ein dänischer Entrepreneur und Venture Capitalist.
Lund hat im letzten Jahrzehnt über 40 Firmen gegründet oder Co-investiert. Sein bekanntestes Investment dürfte Skype sein.
Er gilt als einer der größten Seed-Investoren Europas, sein Portfolio umfasst über 80 Firmen aus den Bereichen Internet, Telekommunikation, Gesundheit sowie alternative Energie. Am 13. Januar 2009 hat Lund Privatinsolvenz angemeldet. Am 7. April 2010 meldete er über Twitter, dass er wieder schuldenfrei sei.